# Like I Used To
Like I Used To é o primeiro álbum de estúdio pela cantora e compositora inglesa Lucy Rose. Foi lançado em 24 de setembro de 2012, através da Columbia Records. O álbum alcançou a 13ª posição do tabela musical do Reino Unido na primeira semana de seu lançamento.

## Faixas
| N.º            | Título              | Duração |  |
| 1.             | "Red Faces"         | 3:33    |  |
| 2.             | "Middle of the Bed" | 3:11    |  |
| 3.             | "Lines"             | 3:38    |  |
| 4.             | "Shiver"            | 3:53    |  |
| 5.             | "Night Bus"         | 3:24    |  |
| 6.             | "Watch Over"        | 3:31    |  |
| 7.             | "Bikes"             | 3:35    |  |
| 8.             | "Place"             | 3:48    |  |
| 9.             | "Don't You Worry"   | 3:50    |  |
| 10.            | "First"             | 3:49    |  |
| 11.            | "Be Alright"        | 3:57    |  |
| Duração total: | Duração total:      | 40:09   |  |

## Desempenho na tabela musical
| Tabela musical (2012)         | Melhor posição |
| ----------------------------- | -------------- |
| Reino Unido (UK Albums Chart) | 13             |